# 베이크트 빈즈

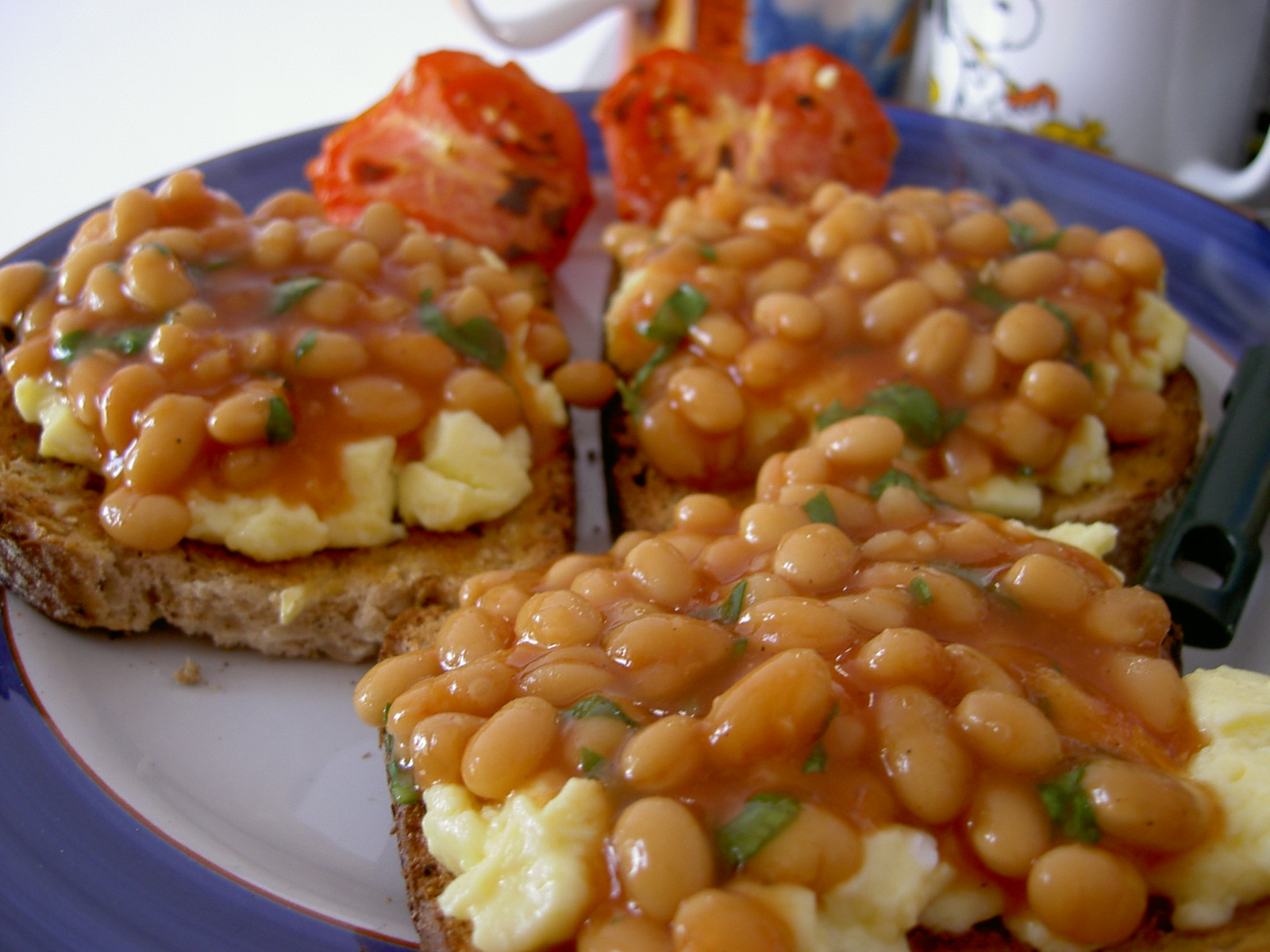
베이크트 빈즈

베이크트 빈즈(baked beans)는 삶은 콩을 끓여 만든 요리다. 주로 스튜나 소스 용도로 사용되며, 음식의 주재료로 강낭콩이 이용된다.
현대에는 가공 처리되어 통조림으로 대량 생산되기 때문에 인스턴트 식품으로 취급되기도 한다. 
영국하고 아일랜드에서는 대개 토마토 소스를 곁들이며, 주로 아침 식사에서 제공된다. 
미국에서는 삶은 콩하고 소금에 절인 베이컨에 당밀을 첨가하여 토마토 소스와 흑설탕 또는 옥수수 시럽을 곁들여 만들어진다.
원래는 아메리카 원주민 요리에서 기원한 음식으로, 아메리카에서 자생하는 콩으로 만드는 요리였다.
이후 17세기 들어서 뉴잉글랜드 식민지의 정착민들이 원주민의 요리를 처음 받아들였고, 19세기부터 본격적으로 요리책에 소개되면서 미국하고 캐나다 전역으로 퍼져 나가게 되었다.
오늘날 미국에서 옛 뉴잉글랜드에 해당되는 지역에서는 베이크트 빈즈를 만들 때 옛날 원주민들이 먹던 토착 강낭콩을 여전히 재료로 쓰기도 한다.
원주민들이 먹던 요리는 메이플 시럽(Maple Sugar)으로 달짝지근하게 만든 것이었으며 이는 지금도 캐나다 퀘벡주 같은 지역에서 찾아볼 수 있다. 
17세기 식민지 정착민 중에서 메이플 시럽을 흑설탕으로 바꿔 맛을 내기도 했으며, 18세기부터는 영국의 설탕세 부과에 대한 항의로 미국산 당밀을 쓰는 관습이 점차 자리잡았다. 
미국 보스턴에서는 당밀과 염장 돼지고기로 만든 베이크트 빈즈가 향토음식으로 자리잡았으며, 이 때문에 보스턴은 '빈타운' (Beantown →콩 도시)란 별칭이 있다.
오늘날 미국에서는 주로 소풍갈 때 바베큐거리와 함께 베이크트 빈즈를 곁들여 먹는다. 
가장 흔히 찾아볼 수 있는 재료는 흑설탕·설탕·옥수수 시럽 소스이며 가끔씩 토마토 베이스 소스를 넣거나 넣지 않은 것도 보인다. 미국에서 베이크트 빈즈 제품으로 제일 많은 매출을 거두고 있는 회사는 부시 브라더스 앤드 컴퍼니 사이다.
통조림 제품으로 만들어지는 것으로도 유명하며, 서양권 국가들의 대표적인 즉석식품으로 꼽힌다. 
대한민국에서 수입 유통되는 통조림 제품들은 대부분 흰강낭콩을 소스에 졸여 만든 것이다. 
이미 조리된 상태에서 밀봉되기 때문에 통조림을 개봉한 뒤 바로 먹거나 데워서 먹을 수 있다.
베이크트 빈즈 통조림이 대량생산된 것은 1895년 미국의 하인즈 컴퍼니가 시초이며, 20세기 들어 전세계적으로 보편화된 음식이 되었는데, 특히 영국에서는 아침 정찬에 반드시 들어가는 음식의 위치에 올라 적잖은 소비규모를 보이고 있다.